# Bedknobs and Broomsticks
Bedknobs and Broomsticks (titlu original: Bedknobs and Broomsticks) este un film american muzical fantastic din 1971 regizat de Robert Stevenson și produs de Bill Walsh pentru Walt Disney Productions.

## Distribuție
- Angela Lansbury - Miss Eglantine Price
- David Tomlinson - Mr. Emelius Browne
- Ian Weighill - Charles "Charlie" Rawlins
- Cindy O'Callaghan - Carrie Rawlins
- Roy Snart - Paul Rawlins
- Roddy McDowall - Mr. Rowan Jelk
- Sam Jaffe -  Bookman
- Bruce Forsyth - Swinburne
- Tessie O'Shea - Mrs. Jessica "Jessie" Hobday
- John Ericson - Colonel Heller
- Reginald Owen - Major General Sir Brian Teagler
- Arthur Gould-Porter - Captain Ainsley Greer
- Hank Worden - Old Home Guard Soldier (nemenționat)
- Cyril Delevanti - fermier bătrân
- Alan Hewitt - soldat